# Ives Roqueta
Ives Roqueta (Sète, 29 de febrero de 1936 -Camarès, 4 de enero de 2015) fue un escritor francés en lengua occitana, concretamente en dialecto languedociano. También fue una de las personalidades más visibles del occitanismo político y cultural. Su nombre en grafía francesa es Yves Rouquette.

## Biografía
Nació en Sète, localidad de Hérault (Francia), hermano del también escritor Joan Larzac y profesor de literatura en Beziers. Desde finales de los años 1950, Roqueta toma parte de los movimientos occitanistas, tanto a nivel cultural como político. Fundador de la revista Viure en 1965 y de la discográfica Ventadorn en 1969, daría a conocer la Nova Canço occitana, logrando un arraigamiento popular en Occitania. En 1974 fundó el Centro Internacional de Documentación Occitana (CIDO), en Beziers junto a Paul Brousse, un centro de documentación para el estudio y desarrollo de la lengua de oc. Este centro daría paso al CIRDOC.
En 1978, se casó con la poetisa y cantante occitana Marie Rouanet, realizándose dicha boda en occitano.
En el ámbito político, fue un defensor de la lengua y las costumbres occitanas. Militó activamente en el movimiento autonomista Volèm Viure al País a finales de los años 1970, para después adherirse efímeramente al Partido Socialista Francés en 1981. Fue muchos años miembro activo del Instituto de Estudios Occitanos, pero tótems del occitanimo como Robert Lafont o Felip Martèl, consideraron que la actitud populista de Roqueta era la causante de la imagen negativa que empezó a generar el movimiento y produjo la escisión y abandono del instituto en 1981 de los miembros universitarios de la misma.
Falleció el 4 de enero de 2015 en Camarès (Francia).

## Obra literaria
La calidad de la obra literaria de Ives Roqueta ha sido muy controvertida.  Algunos lo consideran como una de las voces occitanas más importantes de la segunda mitad del siglo XX, como Lafont.
Aun así, Roqueta fue un prolijo autor en poesía y novela, así como en teatro y ensayo.  Como traductor, ha abordado la obra de Paul Valery o Jean Giono.
Ganó el Premio Pau Froment en 1975 por el ensayo Los carbonièrs de la Sala. El museo Fleury de Lodève realizó una exposición retrospectiva en 2003 por su quincuagésimo aniversario poético. 

### Poesía
- L’escrivèire public 1958.
- Lo mal de la tèrra 1959.
- Roèrgue, si 1969.
- Òda a sant Afrodisi 1968.
- Messa pels pòrcs 1970.
- Los Negres, siam pas sols 1972.
- Lo fuòc es al cementèri 1974.
- Lo castel dels cans 1977.
- Misericòrdias 1988.
- L’Escritura, publica o pas 1989, donde reunió toda la poesía escrita entre 1972 y 1987.
- Lemosin’s blues 2005.
- Pas que la fam / La faim, seule, 1958-2004 2005.
- El, Jòb 2007.

### Novela
- Lo poèta es una vaca 1967.
- La Paciéncia 1968.
- Made in “France” 1970.
- Lo trabalh de las mans 1977.
- Lengadòc roge : los enfants de la bona 1984.
- Lo filh del paire 1985.

### Ensayo
- Las crónicas de Viure 1975.
- Los carbonièrs de La Sala 1975, Premio Pau Froment.

### Teatro
- Lo boçut que voliá faire lo torn de França 1989.
- La ciutat negada 1992.
- Las aventuras de Nasr Eddin 2003.